# 러더퍼드역

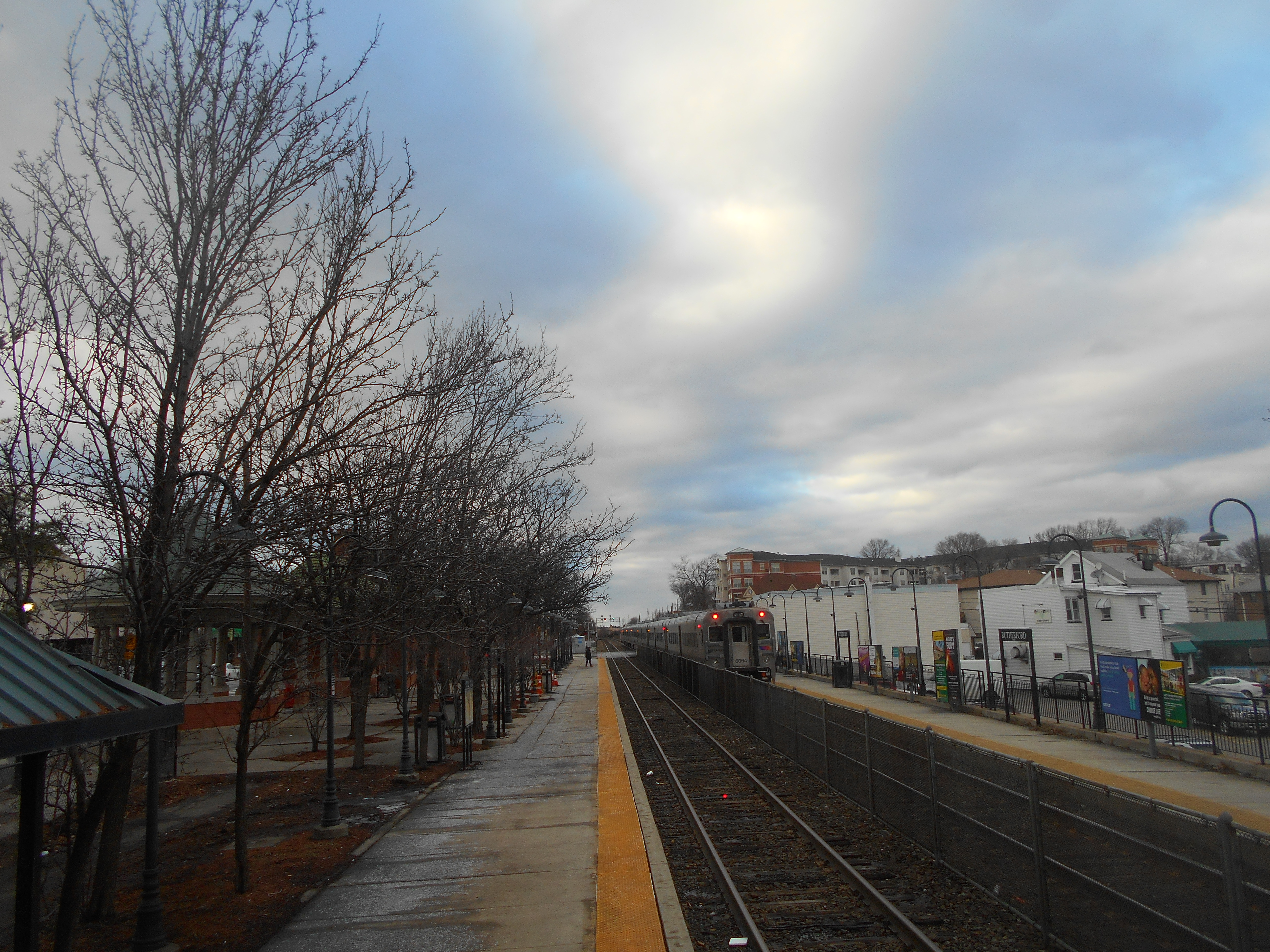

러더퍼드역(Rutherford station)은 베르겐 카운티 라인이 관할하는 뉴저지 트랜싯 철도역이다. 이 역은 미국 뉴저지주 버건군의 러더퍼드와 이스트러더퍼드의 경계를 가로지른다. 역 건물과 호보켄 터미널 플랫폼이 파크 애비뉴, 유니언 애비뉴, 에리 애비뉴, 오레인트 웨이의 회전교차로 주변에 위치해 있다.